# Persone di nome Patrick/Attori
| Questa pagina contiene informazioni ricavate automaticamente dalle voci biografiche con l'ausilio del template Bio e di un bot. L'aggiornamento è periodico e automatico e ricostruisce completamente la pagina. Se manca una persona in questa lista, sei pregato di non aggiungerla, ma accertati piuttosto che la sua voce biografica contenga il template Bio e che i dati anagrafici siano correttamente compilati. Se il template Bio manca, inseriscilo tu stesso o, in alternativa, metti l'avviso {{tmp\|Bio}} che ne segnala la mancanza. Se i dati riportati sono sbagliati, correggi direttamente la voce biografica; le modifiche saranno visibili in questa lista entro pochi giorni. Per chiarimenti vedi il progetto antroponimi. La lista contiene solo le 66 persone che sono citate nell'enciclopedia e per le quali è stato implementato correttamente il template Bio. Pagina aggiornata al 6 ago 2025. |

Questa è una lista di persone presenti nell'enciclopedia che hanno il nome Patrick e sono attori.

## A(2)
- Patrick J. Adams, attore canadese (Toronto, n. 1981)
- Patrick Allen, attore britannico (Nyasaland, n. 1927 - Londra, † 2006)

## B(11)
- Patrick Bach, attore e doppiatore tedesco (Amburgo, n. 1968)
- Patrick Baehr, attore, doppiatore e conduttore radiofonico tedesco (Berlino, n. 1992)
- Patrick Barlow, attore e drammaturgo britannico (Leicester, n. 1947)
- Patrick Barr, attore britannico (Akola, n. 1908 - Londra, † 1985)
- Patrick Bauchau, attore belga (Bruxelles, n. 1938)
- Patrick Bergin, attore irlandese (Dublino, n. 1951)
- Patrick Bosso, attore e regista francese (Marsiglia, n. 1962)
- Patrick Bouchitey, attore e regista francese (Plancher-les-Mines, n. 1946)
- Patrick Brammall, attore e sceneggiatore australiano (Canberra, n. 1977)
- Patrick Brennan, attore statunitense (Los Angeles, n. 1972)
- Patrick Bristow, attore statunitense (Los Angeles, n. 1962)

## C(5)
- Patrick Cassidy, attore statunitense (Los Angeles, n. 1962)
- Patrick Chesnais, attore e regista francese (La Garenne-Colombes, n. 1947)
- Paddy Considine, attore, sceneggiatore e regista britannico (Burton upon Trent, n. 1973)
- Pat Conway, attore statunitense (Los Angeles, n. 1931 - Los Angeles, † 1981)
- Pat Finn, attore statunitense (Evanston, n. 1965)

## D(5)
- Patrick Dempsey, attore statunitense (Lewiston, n. 1966)
- Patrick Descamps, attore e doppiatore belga (Mons, n. 1956)
- Patrick Dewaere, attore francese (Saint-Brieuc, n. 1947 - Parigi, † 1982)
- Patrick Duffy, attore e regista statunitense (Townsend, n. 1949)
- Patrick d'Assumçao, attore francese (Nantes, n. 1959)

## E(1)
- Patrick St. Esprit, attore statunitense (California, n. 1954)

## F(4)
- Patrick Fabian, attore statunitense (Pittsburgh, n. 1964)
- Patrick Fischler, attore statunitense (Los Angeles, n. 1969)
- Patrick Flueger, attore statunitense (Red Wing, n. 1983)
- Patrick Fugit, attore statunitense (Salt Lake City, n. 1982)

## G(4)
- Patrick Gallagher, attore canadese (New Westminster, n. 1968)
- Patrick Gibson, attore irlandese (Dublino, n. 1995)
- Patrick Gilmore, attore canadese (Edmonton, n. 1976)
- Patrick Godfrey, attore britannico (Finsbury, n. 1933)

## H(1)
- Patrick Heusinger, attore statunitense (Jacksonville, n. 1981)

## K(3)
- Patrick Kalupa, attore tedesco (Berlino, n. 1979)
- Patrick Kerr, attore statunitense (Wilmington, n. 1956)
- Patrick Kwok-Choon, attore canadese (Montréal, n. 1988)

## L(3)
- Patrick Labyorteaux, attore statunitense (Los Angeles, n. 1965)
- Patrick Lemaître, attore francese (Francia)
- Butch Patrick, attore statunitense (Inglewood, n. 1953)

## M(8)
- Patrick Macnee, attore britannico (Londra, n. 1922 - Rancho Mirage, † 2015)
- Patrick Magee, attore britannico (Armagh, n. 1922 - Londra, † 1982)
- Patrick Malahide, attore britannico (Reading, n. 1945)
- Patrick McGoohan, attore e regista statunitense (New York, n. 1928 - Los Angeles, † 2009)
- Patrick McVey, attore statunitense (Fort Wayne, n. 1910 - New York, † 1973)
- Patrick Mille, attore e regista portoghese (Lisbona, n. 1970)
- Patrick Muldoon, attore e cantante statunitense (San Pedro, n. 1968)
- Patrick Mölleken, attore e doppiatore tedesco (Haan, n. 1993)

## O(2)
- Patrick H. O'Malley Jr., attore statunitense (Forest City, n. 1890 - Van Nuys, † 1966)
- Patrick O'Neal, attore statunitense (Ocala, n. 1927 - New York, † 1994)

## P(1)
- Patrick Pinney, attore e doppiatore statunitense (Los Angeles, n. 1952)

## R(2)
- Patrick Renna, attore statunitense (Boston, n. 1979)
- Patrick Ridremont, attore e regista belga (Léopoldville, n. 1967)

## S(6)
- Patrick Schwarzenegger, attore, imprenditore e modello statunitense (Los Angeles, n. 1993)
- Pat Moore, attore britannico (Bristol, n. 1912 - Los Angeles, † 2004)
- Brady Smith, attore statunitense (Houston, n. 1971)
- Patrick Stewart, attore e doppiatore britannico (Mirfield, n. 1940)
- Barry Sullivan, attore statunitense (New York, n. 1912 - Sherman Oaks, † 1994)
- Patrick Swayze, attore, cantante e ballerino statunitense (Houston, n. 1952 - Los Angeles, † 2009)

## T(3)
- Patrick Timsit, attore, regista e comico francese (Algeri, n. 1959)
- Patrick Troughton, attore britannico (Mill Hill, n. 1920 - Columbus, † 1987)
- Patrick Tse, attore, regista e sceneggiatore cinese (Guangdong, n. 1936)

## W(5)
- Patrick Waltz, attore statunitense (Akron, n. 1924 - Burbank, † 1972)
- Patrick Warburton, attore e doppiatore statunitense (Paterson, n. 1964)
- Patrick Wayne, attore statunitense (Los Angeles, n. 1939)
- Patrick Wilson, attore, cantante e musicista statunitense (Norfolk, n. 1973)
- Patrick Wymark, attore britannico (Cleethorpes, n. 1926 - Melbourne, † 1970)